# Burg Scharben
Die Burg Scharben, auch Burg Landau genannt, ist eine abgegangene Spornburg auf einem 657 m ü. NN hohne Bergsporn 3100 Meter östlich von Winterstettenstadt bei dem Ortsteil Scharben der Gemeinde Hochdorf im Landkreis Biberach in Baden-Württemberg.
Die vermutlich von den Herren von Essendorf im 13. Jahrhundert erbaute Burg wurde 1258 erwähnt, war später im Besitz der Grafen von Grüningen-Landau und verfiel nach 1440. Von der ehemaligen Burganlage auf einem rechteckigen Plateau mit Burggraben an drei Seiten ist nichts erhalten.